# Los huesos de Catherine
Los huesos de Catherine es una película documental argentina de 2015 dirigida y escrita por Ricardo Preve. Con un formato de telefilme, Los huesos de Catherine se basa en la historia real de Catherine Roberts, la primera mujer galesa en morir en la Patagonia en 1865, y en el trabajo de veinte años de tres científicos argentinos para identificar sus restos. La película tuvo un exitoso paso por los festivales internacionales, cosechando premios y nominaciones.

## Sinopsis

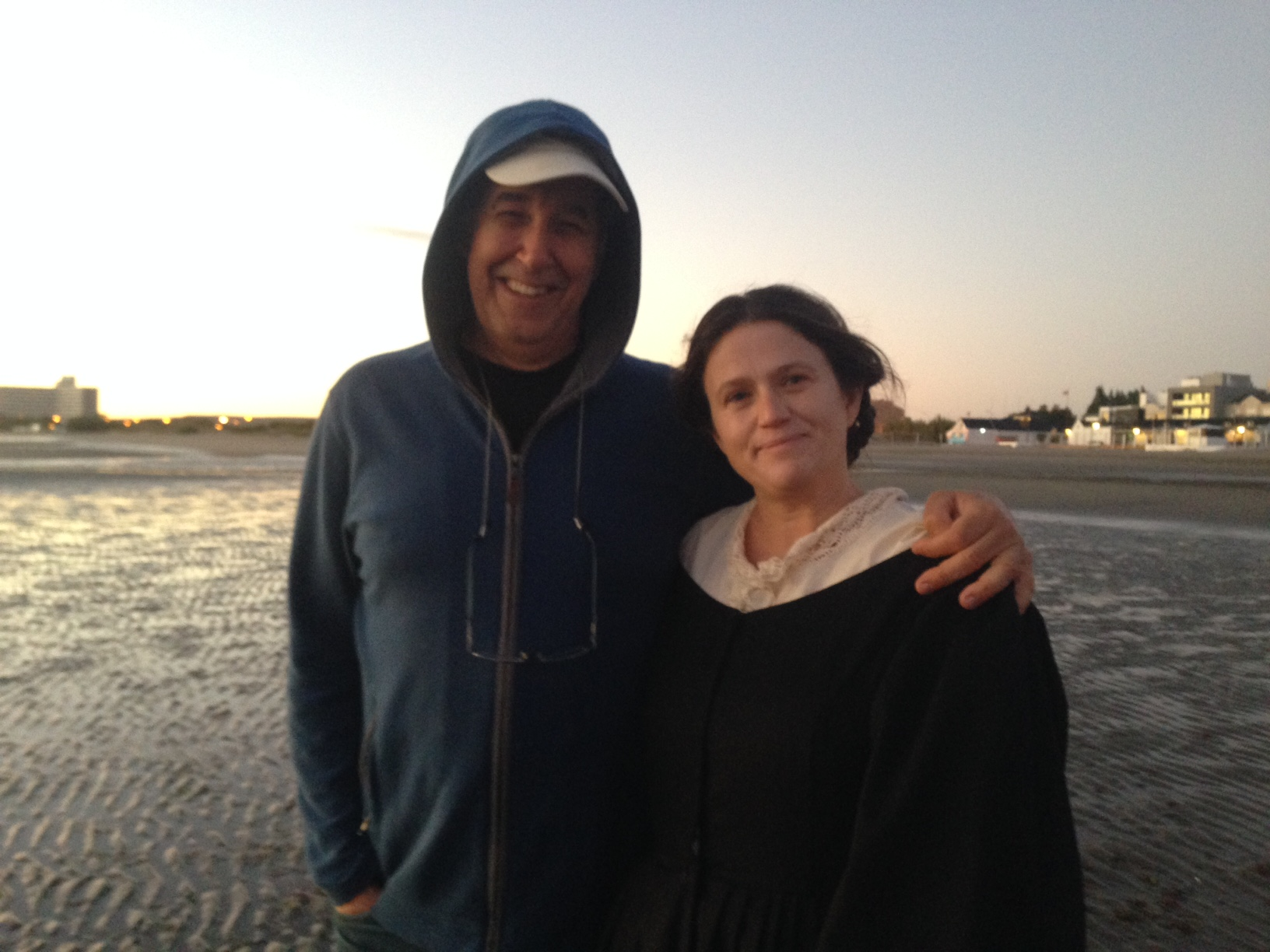
El director Ricardo Preve y la actriz Paula Odell Humphreys, quien interpretó el papel de Catherine Roberts en el documental

Un grupo de colonos galeses decide emigrar a la Patagonia argentina en 1865. Entre ellos, una mujer llamada Catherine Roberts, su marido, y sus tres hijos. A bordo del barco Mimosa llegan a la actual Puerto Madryn, Chubut, el 28 de julio de 1865. Catherine muere el 21 de agosto y es enterrada cerca de la costa, pero sus rastros se pierden hasta 1995 cuando se descubren casualmente algunos huesos. Los científicos argentinos Silvia Dahinten, Julieta Gómez Otero y Fernando Coronato trabajan por veinte años para determinar si los restos encontrados son los de Catherine. En el 2015, la llegada a Puerto Madryn de una descendiente galesa de Catherine, y nuevos avances científicos, permiten confirmar que los huesos encontrados en 1995 son los de Catherine.

## Antecedentes, producción y estreno
Preve entró en contacto con la historia mientras visitaba la ciudad de Puerto Madryn en 2012. Conoció a Dahinten, Gómez Otero y Coronato, quienes trabajaban en el proyecto como investigadores del Centro Nacional Patagónico (CENPAT), una dependencia del CONICET. Cuando se habían encontrado los restos en 1995 también se logró recuperar un anillo de oro (sin iniciales), un botón de nácar y un ataúd hecho de madera europea. Se sospechaba que los restos eran los de Catherine Roberts, pero no se podía tener la certeza hasta que no se comparara el ADN de los huesos con una descendiente de Catherine. Preve y su equipo de filmación viajaron a Gales y entrevistaron a Nia Owen Ritchie, una descendiente de la mujer galesa. Luego regresaron a Argentina con Nia y filmaron la extracción de su material genético, que determinó con un 99% de probabilidad que los restos eran los de Catherine. Tras el trabajo de producción, en 2015 el documental fue transmitido por la Televisión Pública Argentina.
La película también fue proyectada en cines en Gales y está disponible en muchos países a través de las plataformas Amazon Prime y YouTube. En 2020 la ciudad de Puerto Madryn proyectó la película en ocasión de la celebración del 155 aniversario de la llegada de los colonos galeses.

## Recepción
Los Huesos de Catherine fue bien recibido por la prensa. El portal Cholila Online escribió que "Los Huesos de Catherine es una historia apasionante que atraviesa nuestra cultura e identidad como chubutenses". El sitio Chubut Cultural calificó al filme como un "excelente y original documental". Pablo Esteban del diario Página/12 escribió: "El documentalista Ricardo Preve se interesó por la historia y estrenó Los huesos de Catherine, que describe la vida de la viajante galesa y narra el trabajo para saldar un misterio apasionante".

## Premios y reconocimientos
| Año  | Evento                                              | Categoría                                     | Resultado |
| ---- | --------------------------------------------------- | --------------------------------------------- | --------- |
| 2015 | Accolade Global Film Competition, California        | Mérito en documentales                        | Ganador   |
| 2016 | Premios Nuevas Miradas en Televisión, Buenos Aires  | Mejor producción                              | Ganador   |
| 2016 | Premios Nuevas Miradas en Televisión, Buenos Aires  | Mejor música original                         | Nominado  |
| 2018 | Latitude Film Awards, Londres                       | Premio bronce a mejor largometraje documental | Ganador   |
| 2019 | North European International Film Festival, Londres | Mejor historia contada                        | Ganador   |
| 2019 | North European International Film Festival, Londres | Mejor película educacional y científica       | Nominado  |
| 2019 | London International Motion Picture Awards, Londres | Mejor largometraje documental                 | Nominado  |
| 2020 | Impact Docs Awards, California                      | Mérito en largometraje documental             | Ganador   |